# Festa Major de la Prosperitat
La Festa Major de la Prosperitat se celebra la primera setmana de juny al barri de la Prosperitat, al districte de Nou Barris de Barcelona. El barri de la Prosperitat celebra una gran festa major la segona quinzena de maig, amb activitats per a tots els gustos que s'allarguen quinze dies. Inclou una cantada d'havaneres, un gran correfoc, concerts i balls de festa major, àpats populars, torneigs esportius, conferències i activitats d'animació infantil, entre més.

## Actes destacats
- Cantada d'havaneres. Cada any els veïns del barri organitzen una cantada d'havaneres, una tarda de música tradicional, rialles i rom cremat per a tots els assistents.[1]
- Correfoc. El Grup de Foc de Nou Barris capitaneja el gran correfoc que es fa l'últim dia de festa. L'acte comença amb una tabalada i tot seguit els diables encenen les places i carrers principals del barri. En acabat, un castell de focs artificials acomiada la festa major fins a l'any vinent.
- [1]Mataconills. Mañaneo y deporte.